# Pathos Legal
Pathos Legal ist eine Frankfurter Musikgruppe, die sich mit der musikalischen Ausgestaltung eigener Texte mit einem poetischen Anspruch befasst.

## Geschichte
Die Gruppe wurde im Jahr 2002 von Alexandra Becht und Berkant Özdemir als Frankfurt am Reim im Umfeld des Poetry Slam begründet und hat sich 2004 umbenannt.
Die Gruppe hat bereits mehrere CDs und ein digitales Album veröffentlicht, u. a. beim Frankfurter Label MusCon Records.

## Diskografie
- 2003: PerVers (CD, Selbstverlag)
- 2004: Pathos Legal (CD, Muscon Records)
- 2009: Irgendwann ist jetzt (CD)
- 2015: Du mein wilder Geist (CD)
- 2020: Der Aufenthalt unter der schwebenden Last ist verboten (Album)